# Montes del Kaiser
Los montes del Káiser son un sistema montañoso de los Alpes orientales, concretamente en los Alpes bávaros, en la provincia del Tirol, Austria, entre los pueblos de Kufstein y St. Johann.
El sistema está formado por dos cordilleras distintas, el Zahme Kaiser (Káiser dócil) al norte, cuya ladera meridional está cubierta de pino negro, y el Wilder Kaiser (Káiser bravo) al sur, predominantemente calizo. Estas dos cadenas están unidas por el paso de Stripsenjoch, de 1577 m, pero están separadas en el oeste por el valle de Kaisertal y por el este por el valle de Kaiserbach. En conjunto, el sistema montañoso se extiende a lo largo de 20 km de este a oeste y unos 14 km de norte a sur, con un total de 280 km².
El Zahme Kaiser solo supera la barrera de los 2000 m en el Vordere Kesselschneid (2002 m). La mayor elevación del Wilder Kaiser es el Ellmauer Halt (2344 m).

## Picos
Picos importantes incluyen:
- Ellmauer Halt (2.344 m s.n.m.), cima más alta del Wilde Kaiser
- Ackerlspitze (2329 m)
- Karlspitzen (2281 m)
- Pyramidenspitze (1998 m s.n.m.)
- Goinger Halt (2242 m)
- Maukspitze (2231 m)
- Totenkirchl (2190 m)
- Fleischbank (2187 m)
- Predigtstuhl (2116 m)
- Vordere Kesselschneid (2002 m s.n.m.), cima más alta del Zahme Kaiser

En el valle de Kaisertal se encuentra la Cueva de Tischofer.

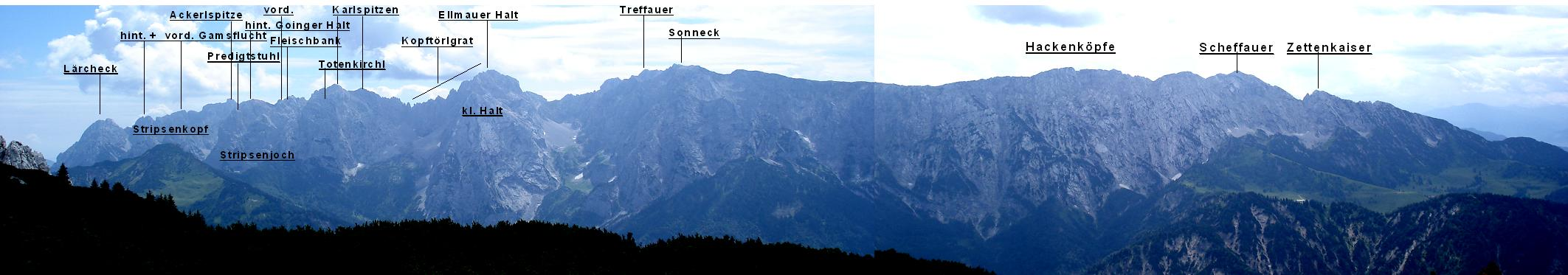
El Wilder Kaiser desde el norte

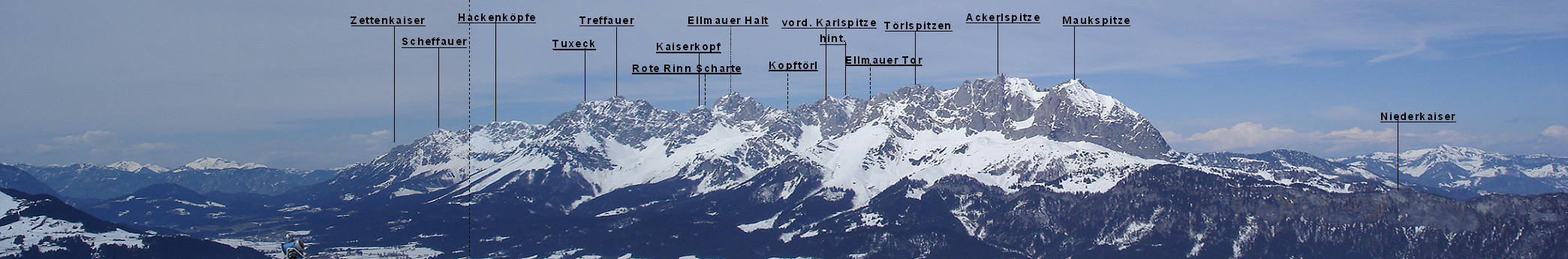
Las montañas Kaiser desde el sur

## Geología e hidrología

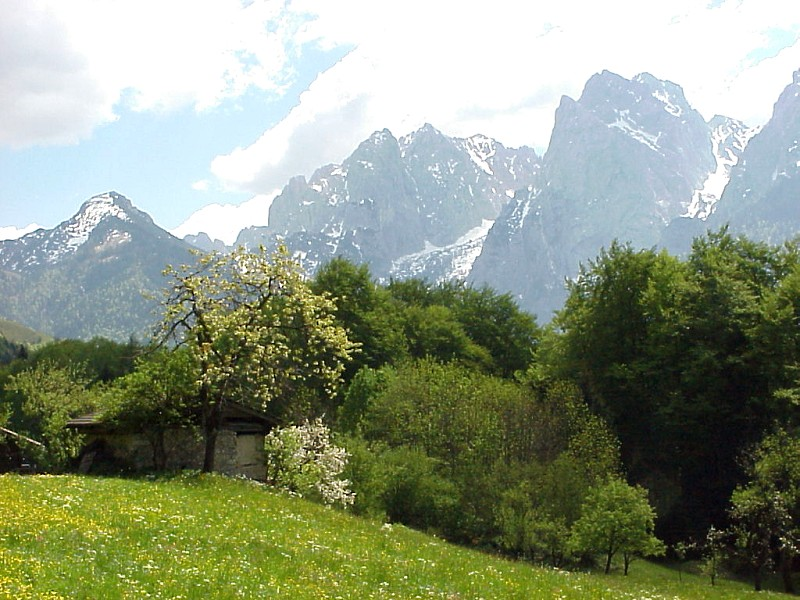
Ellmauer Halt

El Kaiser forma parte de los Alpes bávaros del norte, compuestos principalmente de piedra caliza y dolomita de Wetterstein. La caliza de Wetterstein tiene un espesor máximo de unos 1000 m, que corresponde a la altura máxima de las paredes rocosas (Felsabbrbruch) del Kaiser. Las dolomías más jóvenes se encuentran principalmente en los huecos de los valles. Los extensos campos de morrenas son un remanente de la glaciación de Würm. Las montañas Kaiser son drenadas, en el oeste, por el río Sparchenbach, que fluye a través del valle de Kaisertal y luego desemboca en el Inn; al este, son drenadas por el Kaiserbach, que atraviesa el Kaiserbachtal y desemboca en el río Großache, que a su vez desemboca en el lago Chiem; al norte, por el río Weissenbach y al sur, en la zona oeste del paso de Ellmauer Tor, por el río Weissach, que también desemboca en el Inn; y al este del Ellmauer Tor, por el Goinger Hausbach y el Rettenbach, los cuales desembocan en el Reither Ache, otro afluente del río Großache. Entre las cimas de Fleischbank (2187 m) y Goinger Halt (2242 m) hay un pequeño circo glaciar que probablemente desaparecerá a medida que aumenten las temperaturas medias. En el extremo oeste de la cordillera se encuentra el lago Hinterstein, propicio para el baño.

## Flora y fauna
En las montañas Kaiser hay alrededor de 940 especies de fanerógamas, 38 especies de helechos y más de 400 de musgos. Las colonias de hongos y líquenes son muy variadas, con 100 y 236 especies respectivamente. La zona forestal está formada principalmente por bosques mixtos de hayas, abetos y píceas. En la zona submontana también se encuentran fresnos y arces sicomoros y, en zonas soleadas, alisos. Los prados de heno, los pastizales y los pastos son típicos de los prados alpinos. En la zona subalpina encontramos árboles y arbustos típicos como el pino negro y el rododendro. Se encuentran pastizales hasta las cumbres y también hay varios humedales típicos. Como resultado de la edad de hielo, el Kaiser también alberga una serie de invertebrados raros, en parte endémicos, como Allobobophora smaragdina (una lombriz de tierra de color amarillo verdoso), un caracol Clausiliidae y varias arañas y mariposas. Los vertebrados típicos son la salamandra alpina y común, la culebra lisa europea, la víbora (con variantes de color inusuales), lirones y topillos. En las zonas más altas hay rebecos, armiños, ratones de campo y liebres de montaña. Las aves típicas son el mosquitero silbador, un tipo de papamoscas papirrojo endémico del Tirol del norte, la chova piquigualda, el cuervo, Ptyonoprogne, el carbonero montano, el pardillo alpino, el acentor alpino, el treparriscos, el gallo lira común, el urogallo común y la perdiz nival. Las rapaces que se encuentran en el Kaiser son el azor común, el gavilán común, el águila real, el cárabo común, mochuelos Glaucidium y mochuelo boreal.